# Portret konny królewicza Władysława Zygmunta Wazy
Portret konny królewicza Władysława Zygmunta Wazy – obraz olejny namalowany przez anonimowego artystę z kręgu Petera Paula Rubensa po 1625 w Antwerpii, znajdujący się w zbiorach Zamku Królewskiego na Wawelu – Państwowych Zbiorach Sztuki w Krakowie.

## Opis
Obraz przedstawia królewicza Władysława Zygmunta Wazę, późniejszego króla Polski i wielkiego księcia litewskiego Władysława IV na kasztanowatym koniu. Ubrany w kapelusz i napierśnik królewicz w prawej dłoni trzyma regiment będący oznaką dowódcy, a do lewego ramienia ma przywiązaną czerwoną szarfę. W tle przedstawiona została panorama obozu wojsk polsko-litewsko-kozackich oraz armii tureckiej podczas zwycięskiej bitwy pod Chocimiem w roku 1621, w czasie wojny polsko-tureckiej.
Portret nie jest wizerunkiem namalowanym podczas podróży królewicza Władysława do Niderlandów w 1624, przy czym twarz królewicza wzorowana jest na jego wizerunku wykonanym podczas tej podróży w pracowni Rubensa. Autor płótna skopiował schemat ustalony przez Rubensa w podobnie komponowanych innych portretach konnych jego autorstwa. 